# 博韋尼耶

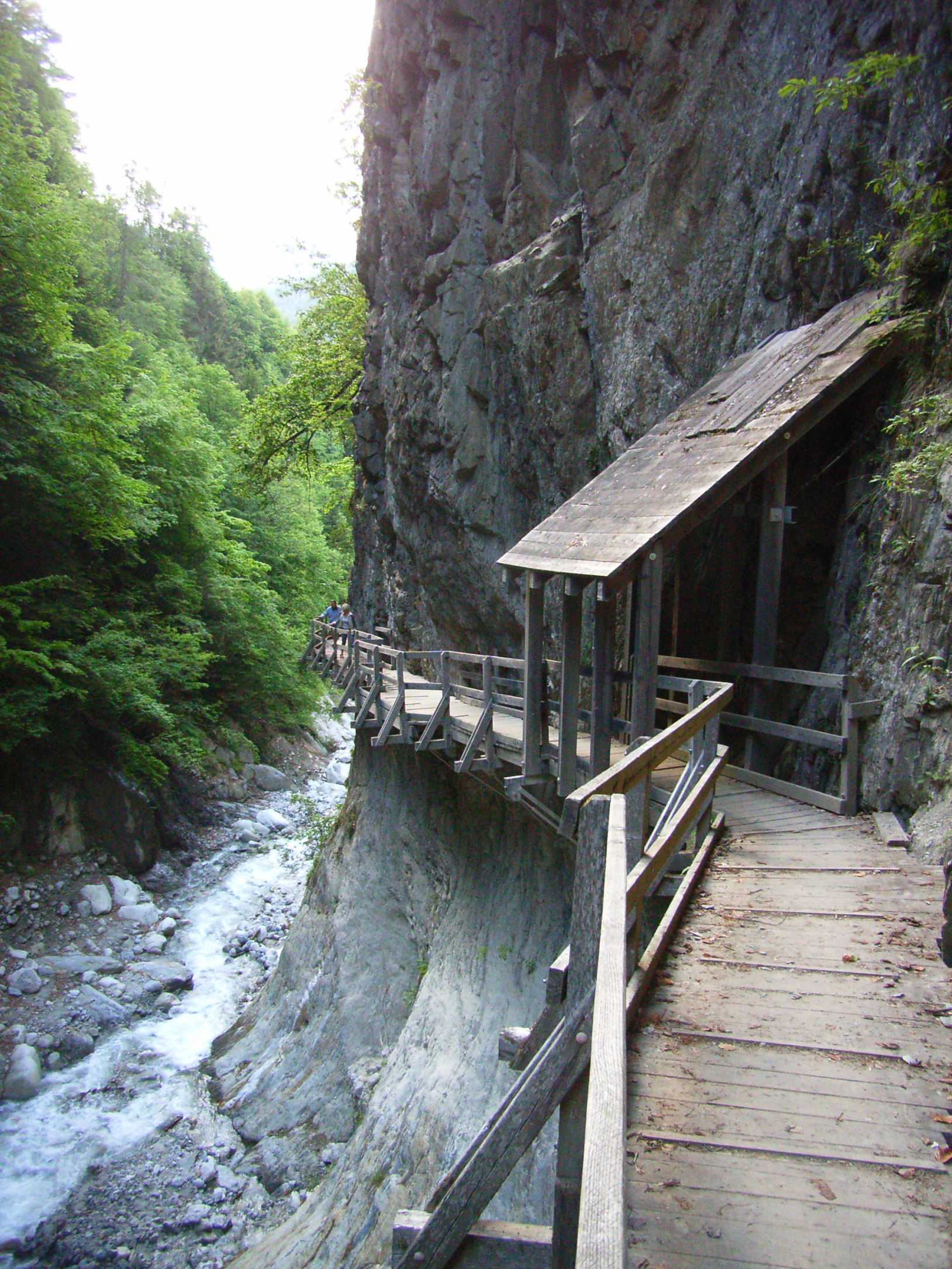

博韋尼耶是瑞士的城鎮，位於該國南部，由瓦萊州負責管轄，面積12.86平方公里，海拔高度613米，2011年人口841，九成人口信奉羅馬天主教，人口密度每平方公里65人。

## 外部連結
- Official website （法文）
- （法文） Athena: Minéraux des Valettes (Bovernier)